# Australiens Grand Prix 1994
Australiens Grand Prix 1994 var det sista av 16 lopp ingående i formel 1-VM 1994.

## Resultat
1. Nigel Mansell, Williams-Renault, 10 poäng
2. Gerhard Berger, Ferrari, 6
3. Martin Brundle, McLaren-Peugeot, 4
4. Rubens Barrichello, Jordan-Hart, 3
5. Olivier Panis, Ligier-Renault, 2
6. Jean Alesi, Ferrari, 1
7. Heinz-Harald Frentzen, Sauber-Mercedes
8. Christian Fittipaldi, Footwork-Ford
9. Pierluigi Martini, Minardi-Ford
10. JJ Lehto, Sauber-Mercedes
11. Franck Lagorce, Ligier-Renault
12. Mika Häkkinen, McLaren-Peugeot (varv 76, snurrade av)

### Förare som bröt loppet
- Michele Alboreto, Minardi-Ford (varv 69, upphängning)
- Mark Blundell, Tyrrell-Yamaha (66, kollision)
- Jean-Denis Deletraz, Larrousse-Ford (56, växellåda)
- Mika Salo, Lotus-Mugen Honda (49, elsystem)
- David Brabham, Simtek-Ford (49, motor)
- Alessandro Zanardi, Lotus-Mugen Honda (40, gasspjäll)
- Michael Schumacher, Benetton-Ford (35, kollision)
- Damon Hill, Williams-Renault (35, kollision)
- Domenico Schiattarella, Simtek-Ford (21, växellåda)
- Ukyo Katayama, Tyrrell-Yamaha (19, snurrade av)
- Hideki Noda, Larrousse-Ford (18, oljeläcka)
- Gianni Morbidelli, Footwork-Ford (17, oljeläcka)
- Eddie Irvine, Jordan-Hart (15, snurrade av)
- Johnny Herbert, Benetton-Ford (13, växellåda)

### Förare som ej kvalificerade sig
- Bertrand Gachot, Pacific-Ilmor
- Paul Belmondo, Pacific-Ilmor